# QZSS

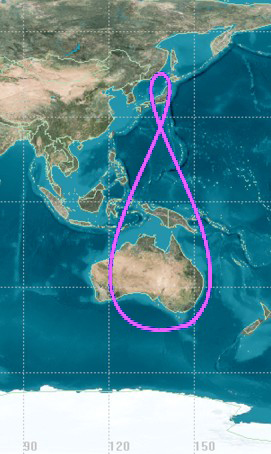
준천정 위성 시스템의 준천정 궤도

준천정 궤도의 애니메이션

준천정 위성 시스템(일본어: 準天頂衛星システム 준텐초에이세이시스테무[*], 영어: Quasi-Zenith Satellite System), 일명 QZSS 또는 준텐초(일본어: 準天頂 준텐초[*])는 4기의 미치비키(일본어: みちびき) 인공위성을 기반으로 하여 일본에서 개발한 지역용 SBAS 시스템이다. 미국이 운영하는 GPS를 일본을 중심으로 한 아시아 태평양 지역에서 보강한다. QZSS는 아시아 태평양 지역에서 GPS와 서로 호환되고 높은 정확도와 안정성을 갖춘 위성 항법 시스템을 제공하는 것을 목표로 하고 있다. QZSS의 시험 운영은 2018년 1월 12일에 시작되었으며, 정식 운영은 2018년 11월 1일에 시작되었다. 2023년까지 7개의 위성을 갖추어 GPS에서 독립된 범지구 위성 항법 시스템을 완성할 계획이다.

## 연혁
미치비키 인공위성은 2010년 9월 11일에 처음 발사되었다. 2013년 3월에 일본 내각부는 QZSS 계획을 인공위성 3기에서 4기로 확대한다고 발표했다. 미쓰비시 전기와의 5억 2천6백만 달러 계약을 통해 2017년 말까지 3기의 인공위성이 제작되었다. 세 번째 발사는 2017년 8월 19일에, 네 번째 발사는 2017년 10월 10일에 진행되었다. 2018년 11월 1일부터 4기의 인공위성을 통한 시스템 운영이 시작된다고 발표되었다.

## 같이 보기
- GPS
- 갈릴레오 (항법 시스템)
- 글로나스
- 베이더우